# Дворац Стокле
Дворац Стокле (фр. Palais Stoclet; хол. Stocletpaleis) приватна је вила коју је изградио архитекта Jозеф Хофман од 1905. до 1911. године за банкара и љубитеља уметности Адолфа Стоклеа. Налази се у општини Воливе Сен Пјер у региону главног града Брисела, на Авенији де Тервуерен, у близини тзв. Бечке радионице (”Wiener Werkstätte“). Сматра се Хофмановим ремек-делом и једна је од најраскошније уређених кућа у стилу модерне архитектуре на почетку 20. века.
Фасада грађевине, обложена мрамором, је од радикално поједностављених линија у духу модерне архитектуре, али је унутрашњост богато украшена (у трпезарији су слике које је насликао чувени Густав Климт, а четири бакарне скулптуре на врху је изградио Франц Мецнер). Овакав приступ уједињења архитекта, уметника и обртника је у духу тоталне уметности (Gesamtkunstwerk), која је једна од одредница сецесије.
Породица још увек живи у овом дворцу и није отворена за јавност. Скице Климтових слика се данас налазе у тајној станици Музеја примљених уметности у Бечу.
Дана 27. јуна 2009. године уврштен је на УНЕСКО-в списак Светске баштине у Европи.

## Слике у дворцу
- ”Загрљај“ (Густав Климт)
- ”Очекивање“ (Густав Климт)